# Moira Kelly
Moira Kelly (Nova York, 6 de março de 1968) é uma atriz americana.

## Biografia
Nascida no bairro do Queens, em Nova York, Moira foi a terceira de seis filhos. Seu pai, Peter, foi educado como violinista e sua mãe, Anne, como enfermeira; ambos eram imigrantes irlandeses. Moira foi criada em Ronkonkoma, no estado de Nova York, e frequentou a Connetquot High School, em Bohemia, Long Island, formando-se na classe de 1986. posteriormente, frequentou o Marymount Manhattan College.
Em sua juventude Kelly foi escalada para um pequeno papel, na produção de Annie realizada em 1984 em sua escola secundária. Devido à motivos de saúde, a garota que interpretaria a senhorita Hannigan teve de ser substituída, e todo o elenco foi rearranjado; o diretor Eric Martinsen optou por colocar Moira Kelly no papel de Grace Ferrell, que lhe trouxe grande sucesso.
Kelly apareceu em diversos filmes de sucesso, como Chaplin, With Honors, Twin Peaks: Fire Walk with Me, e como a patinadora Kate Moseley em The Cutting Edge. Também interpretou a ativista Dorothy Day no filme independente Entertaining Angels: The Dorothy Day Story, além de dublar a voz adulta de Nala nos desenhos animados The Lion King, The Lion King 1 1/2 e The Lion King II: Simba's Pride, da Disney.
Na televisão Moira Kelly se destacou como Mandy Hampton, na primeira temporada da série dramática The West Wing, sobre os bastidores da Casa Branca. Em 2003 voltou à televisão, no papel da mãe solteira Karen Roe no drama adolescente One Tree Hill; na quinta temporada da série deixou de ser um membro regular do elenco, porém fez uma aparição especial no 100º episódio.
Em 2008 fez uma aparição em Law & Order, como a esposa de um psiquiatra assassinado. Em 2009 pretende se juntar ao elenco de Heroes V4 Fugitives.
Moira Kelly se casou em 2000 com Steve Hewitt, um executivo texano, com quem tem dois filhos, Ella e Eamon.